# Tom et Sheenah
Tom et Sheenah est une série télévisée d'animation française en 26 épisodes de 26 minutes, diffusée à partir du 4 septembre 1999 sur France 3 dans l'émission Les Minikeums. Elle a par la suite été rediffusée sur Disney Channel et sur NRJ 12.
Au Québec, elle a été diffusée à partir du 1er février 2000 à Super Écran.

## Synopsis
Tom, un jeune garçon qui n’a aucun souvenir de son passé est recueilli par les Maasaï. Rapidement, il s’intègre au sein de la tribu de guerriers. Un jour, il découvre une panthère noire, orpheline comme lui, qu’il baptise Sheenah. Ensemble, ils vont combattre les braconniers et trafiquants d’armes qui sévissent dans la région.

## Fiche technique
- Réalisation : Yannick Barbaud, Jean-Claude Bartoll
- Scénario : Jean-Claude Bartoll, Patrick Galliano, Véronique Herbaut, Catherine Guillot-Bonté, Jean Helpert, Françoise Boublil, Jean Pourtalé, Marine Locatelli, Catherine Cuenca
- Effets spéciaux : Alban Le Luel
- Musique originale : Didier Ledan et Joseph Refalo
- Sociétés de production : France 3, Master'S Copyright et Métal Hurlant Productions
- Distribution : Europe Images International
- Pays :  France
- Langue : français
- Format : Couleurs - 1,33:1
- Durée : 26 × 26 minutes

## Voix françaises
- Tony Marot : Tom
- Sarah Marot : Aleko
- Cyrille Artaux : Ako
- Michel Castelain : Conolly
- Gabriel Le Doze : Bodeka
- Joël Zaffarano : Katcho

## Épisodes
La date associée à chaque épisode correspond à la première diffusion à la télévision (sur France 3).
1. Sheenah et les hommes panthères (4 septembre 1999)
2. Tournage à hauts risques (11 septembre 1999)
3. Projet top secret (18 septembre 1999)
4. Le trésor des pharaons noirs (25 septembre 1999)
5. À la recherche des origines (2 octobre 1999)
6. Trafic d'antiquités (9 octobre 1999)
7. Le sortilège de la corne (16 octobre 1999)
8. Le cimetière des éléphants (23 octobre 1999)
9. Zombies (30 octobre 1999)
10. Safari et romance (1er novembre 1999)
11. Famine au nord (2 novembre 1999)
12. Guérilla et jeu de dupes (4 novembre 1999, crédité « Guerrilla »)
13. Chasse à l'homme (5 novembre 1999)
14. Vol au Safari hôtel (6 novembre 1999)
15. Les amours de Sheenah (11 novembre 1999)
16. Civilisation disparue (12 novembre 1999)
17. La voie du guerrier (13 novembre 1999)
18. Bétail contre clôtures (18 décembre 1999)
19. La vallée des grenouilles (27 novembre 1999)
20. Le volcan mystérieux (4 décembre 1999)
21. La colline mystérieuse (11 décembre 1999)
22. La jeunesse de Conolly (8 janvier 2000)
23. Dispensaire de brousse (15 janvier 2000)
24. Braconnage interdit (22 janvier 2000)
25. La reine noire (29 janvier 2000)
26. Coup d'état en brousse (5 février 2000)

## Produits dérivés

### VHS
- Tom & Sheenah - L'Intégrale (7 volumes, 2000) (ASIN B00004VYSD)